# Pyrausta pertentalis
Pyrausta pertentalis là một loài bướm đêm trong họ Crambidae.